# Queensland Breakers
El Queensland Breakers es un club de waterpolo australiano en la ciudad de Brisbane.

## Historia
Los colores del equipo son el rojo y el blanco.
6 de sus jugadoras/es participaron en las olimpiadas de Pekín 2008.

## Palmarés
- 1 vez campeón de la Liga de Australia de waterpolo masculino (2007)